# ハラージュ
1. イランの都市ハラージュー（Kharājū、خراجو:東アーザルバーイジャーン州マラーゲ郡）。
2. イランの一部（ゴム州・マルキャズィー州）で使用されている言語、ハラージュ語 (イラン)（英語版）、ハラジ語。
3. イラン出身で異端としてバグダードで磔刑となった9世紀のイスラーム神秘主義者ハッラージュ（ アラビア語: الحلّاج al-Ḥallāj, Abū al-Mughīth Abū `Abd Allāh al-Ḥusayn b. Manṣūr al-Bayḍāwī）。
4. 13世紀末にアラーウッディーン・ハルジー（ハラジュ Kharaj ）が奴隷王朝を倒して北インドに建てたハルジー朝をハラージュ王朝と表記することがある[1]。
5. イスラーム法に定める地租のこと。

本項目では、5.について説明する。
ハラージュ（アラビア語: خراج kharāj）は、イスラーム法における土地に対する課税のことであり、人頭税ジズヤ（アラビア語: جزية jizya）に対して、土地や家畜に課する租税である。「地租」と翻訳されることも多い。歴史上、伝統的にイスラーム諸国家・イスラーム諸王朝の主要財源の一つとされてきた。

## ムハンマド時代
ハラージュは、イスラーム教の預言者ムハンマド（ムハンマド・イブン＝アブドゥッラーフ、マホメット）がアラビア半島に住むユダヤ教徒の農地からの収穫物の半分を貢納させたことに端を発するといわれる が、当時のアラビアではまだ土地そのものに対する課税がなく、ムハンマドはユダヤ教徒とキリスト教徒からは「ジズヤ」と称される人頭税と、アラブ人からはムスリム（イスラーム教徒）の宗教実践（五行）のひとつとして「喜捨」の意味も有する僅少なザカート（アラビア語: زكاة Zakāh/ペルシア語: زكات Zakāt）を徴収したのみであった。ザカートは一種の義務的な救貧税で、家畜や農産物の現物徴収であった。イスラーム政権が土地や作物などを税として徴収した嚆矢としては、627年のハンダクの戦い（塹壕の戦い）ののちに条約違反を問責され討伐されたメディナ地方のユダヤ教徒部族、クライザ族の土地が接収された後、その土地と収穫物について税が課された例が最初である。しかし、この時期はまだ個別的な事例に対する課税にとどまり、「地租」という課税対象の分野が確立されるのは正統カリフ時代以降を待たねばならない。

## 正統カリフ時代
632年のムハンマドの死後、正統カリフ時代（632年-661年）と呼ばれる時代となるが、イスラーム世界は急速に拡大し、広大な領域を支配するようになった。

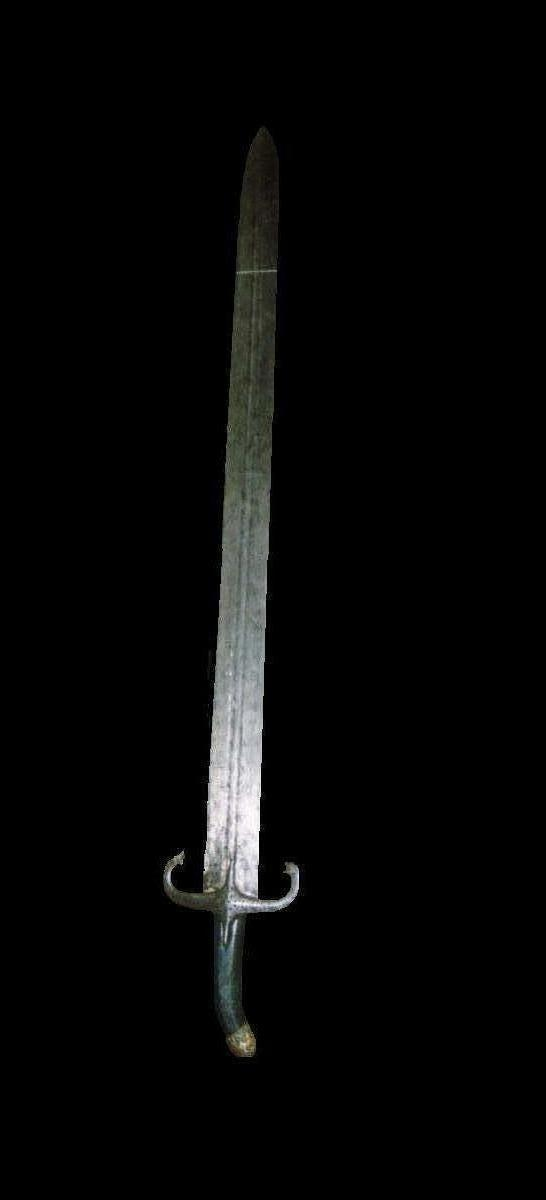
正統カリフ、ウマル1世の柄付の剣

「稀代の英雄」との評価もある 第2代正統カリフのウマル・イブン・ハッターブ（ウマル1世、在位:634年-644年）は、前代カリフ（アブー・バクル）の時代に達成されたアラビア半島の統一を背景に、シリアやメソポタミア（イラク）、イラン、エジプトなど多方面に遠征軍を送り出して驚くべき速さで達成された「アラブの大征服」を指導した。パレスティナもまた、ムスリムの支配するところとなり、記録によれば、当時エルサレム総主教であったソフロニオスは、638年の説教でイスラーム教への敵意と侮蔑を交えながら、ベツレヘムがムスリムの手に落ちたことを警告している。
ウマル1世はまた、サーサーン朝のイランからはディーワーンつまり財政関係の諸制度、東ローマ帝国からは行政関係の諸制度を導入した。イスラーム共同体の支配地域の拡大は、共同体の財政基盤の拡大、戦利品の集計と前線兵士たちへ分配する俸給（アターウ）と糧食（リズク）、国庫への納入額の算出を必要とし、正確な徴税記録と課税物件を記した帳簿、それらを管理する部局の必要性が生じることとなった。本来、「ディーワーン」とは帳簿のことを言うが、財政部門の整備と拡大にともない租税台帳の作成とその管理部門が設けられるようになり、やがてこれらを管理する財政関係の部局そのものを指す名称となった。
ハラージュは、このような大征服の時代にサワード地方（下イラク地方）でおこなわれた土地課税を嚆矢としていた。征服地では、政治的・軍事的に優位な地位にあるアラブ人が、非アラブ人や非ムスリムを支配するために彼らから人頭税（ジズヤ）・土地税（ハラージュ）を徴収する制度が採用された。ウマル1世自身も、シリアやパレスティナ全土の住民に対しジズヤとハラージュの支払いを負う代わりに安全保障の権利（アマーン امان amān ）を確約するという内容の和平条約（スルフ صلح ṣulḥ ）を結んでいる。ここでは、イスラームの教えを強制することなく、被征服民の宗教や慣習、言語などは尊重された。
被征服民でイスラーム政権を認めた人びとは、イスラーム政権からの庇護（ズィンマ）を受けた。ズィンマを受けた非ムスリムの人々のことを「ズィンマの民」（ اهل الذمّة ahl al-dhimma）と呼び、同じ意味で単にズィンミーとも言う。これは預言者ムハンマドの時代に、アラビア半島内の非ムスリムの住人たちに対して与えたことを起源とするが、アラブ征服時代にイスラーム政権に下った各地の先住民たちは、全て「ズィンマの民」＝ズィンミーとして扱われた。また、『聖書』を奉じ、神の啓示と一神教を信仰するユダヤ教徒やキリスト教徒は「啓典の民」（ اهل الكتاب ahl al-kitāb）として偶像崇拝をおこなう他の宗教の信者と区別して優遇された。のちにイラン高原や中央アジアのソグディアナ（いわゆるマー・ワラー・アンナフル）への征服が進むと、その地域にいたゾロアスター教徒の住民たちも、同じく「啓典の民」として扱った。タバリーやバラーズリーなどの歴史家が伝えるところでは、8、9世紀の北インド遠征でも、アラブ軍に降伏した仏教勢力の人々に対しても、モスクの建設やズィンミーとして租税を課す代わりにズィンミーとして従来の信仰や生活が保障された例が見られる。被征服国の公有地やイスラーム政権に抵抗した人びとの私有地は没収されたが、ズィンミーの土地の場合は現状のままとして、それに保護（ズィンマ）を加えた。没収地は政府で管理したが、アラビア以外ではムスリムに分け与える場合もあり、また、ムスリムが土地を購入することも認めた。イスラーム教徒に分与された土地はカティーアとよばれた。人頭税や土地税を納める義務をもつのは本来的には異教徒のみで、イスラーム教徒の場合はザカートと、その人がカティーアを所有する場合は「ウシュル」とよばれる少額の地租（「十分の一税」とも訳される）とを納入すればよかった。イスラーム教徒には、他にも特権があったので、被征服民は続々とイスラームに改宗した。
アラブ征服時代、各地に進出したアラブ軍は多くが部族集団単位で行動する一方で、現地勢力とワラー関係、つまりパトロヌス・クリエンテス、保護・被保護の関係を結んだ。ワラー関係とは、イスラーム以前からあったアラブの社会慣習のひとつで、何らかの理由で当該の部族や家族、個人と保護・被保護の関係を結ぶことを言ったが、このパトロン・クライアント関係の当事者のことをマウラー（ مولى mawlā）と呼び、その複数形がマワーリーである。アラブ征服時代に、アラブ戦士（アラブ・ムカーティラ）が遠征先の現地勢力や個人とワラー関係を結び、マウラー、マワーリーとなった。元来、アラブでのワラー関係の当事者となる対象は自由身分や奴隷身分かは問われず、アラブ・ムカーティラもアラブの慣習を遠征先でも用いた。そのためマウラー、マワーリーとなった現地の人々も領主クラスの自由人から一般民衆、家人、奴隷など様々であり、マワーリーがすなわち奴隷身分になるということでは無かった。現地の人々は、多くの場合アラブ・ムカーティラとワラー関係を構築したうえでその庇護民となったが、現地の豪族たちはアラブ軍の指揮官やその部族とワラー関係を結んだうえで自らや一族の子弟と婚姻関係を結ぶ場合も多く見られた。このように、アラブの部族のマワーリーすなわち庇護民となるのが一般的であったが、イスラーム政権での制度上では、租税などの面でアラブ人ムスリムと同等に扱われることはほとんどなかった。
各征服地にはアミールとよばれる徴税官が派遣された。イスラーム教徒は被支配者に、おおむね旧支配者が課していたのと同程度の税を課した。しかし、ジズヤとハラージュとは併せて村落単位で一括徴収されたため、実務的にも、また用語的にも両者を厳密に区別する必要がなく、両者を併せたものが旧東ローマ帝国領では「ジズヤ」、旧サーサーン朝領では「ハラージュ」と呼称されていた。

## ウマイヤ朝
ウマイヤ朝（661年-750年）は、カリフ位の世襲制を採用したイスラーム世界では最初の王朝スタイルの政権であり、ムスリムであるアラブ人による集団的な異民族支配を国家統治の原理としていた。そして、被支配者である非アラブ人のなかからイスラームに改宗する者が多くなるにつれて、彼らからの税の徴収をどう立法化するかが大きな問題となってきた。8世紀初頭、耕作者や土地保有者が非イスラーム教徒であれ、改宗者であれ、税は土地そのものに課せられる、という土地税の概念が確立した。その土地税は人頭税ジズヤとは明確に区別されたものとして「ハラージュ」として確立され、ハラージュの課せられた農耕地は「ハラージュ地」と称されてイスラム税法の完成をみた。

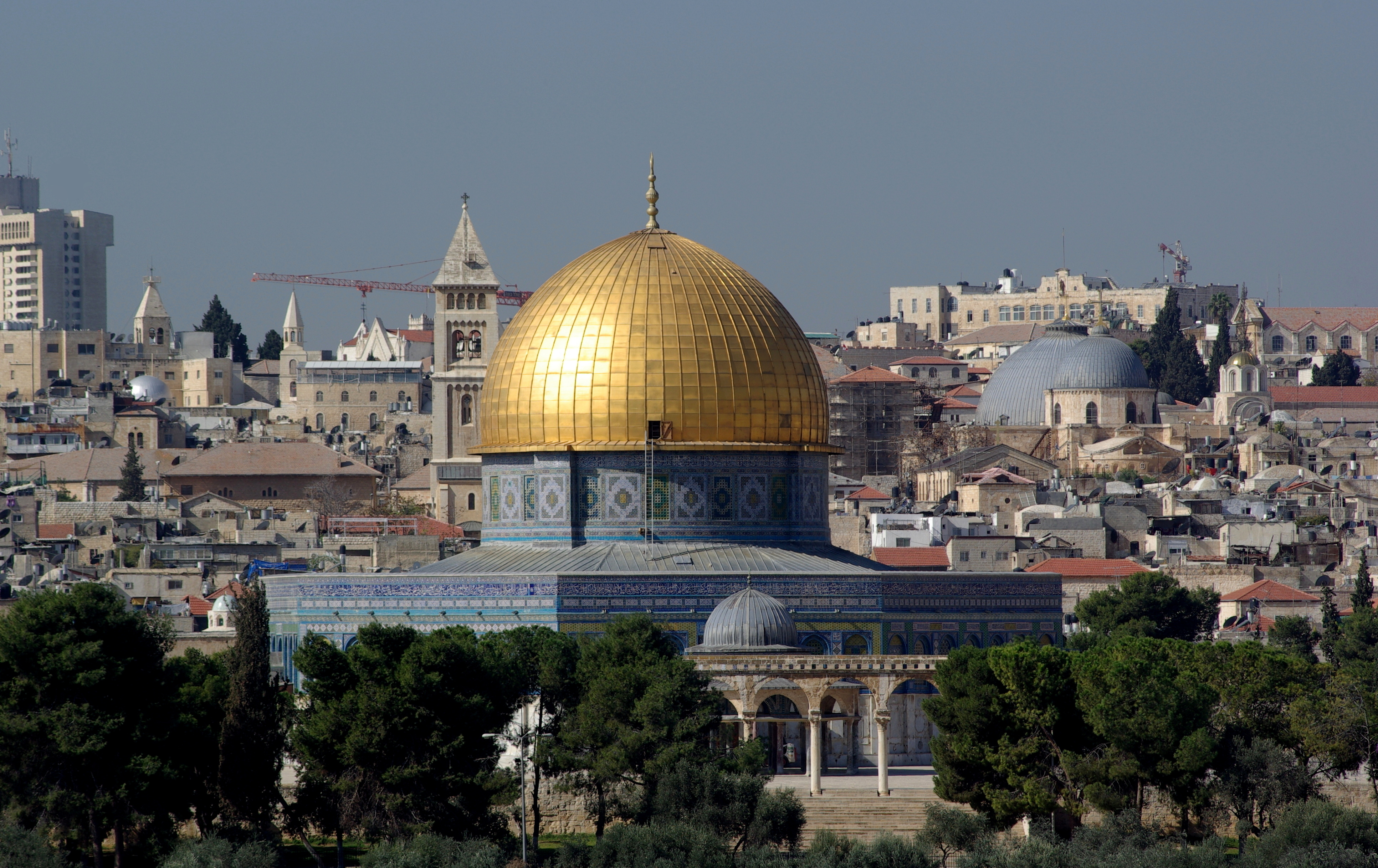
アブドゥルマリクによって建設された「岩のドーム」（エルサレム）

英主として知られる第5代カリフのアブドゥルマリク（在位:685年-705年）は、聖地メッカに拠ってカリフを自称し反ウマイヤ朝行動をとっていたイブヌッ・ズバイルに対し、アル＝ハッジャージュ（ハッジャージュ・ブン・ユースフ）を将とする大軍をメッカに派遣して、これを討伐させて帝国支配を回復した。戦後、アブドゥルマリクはアル＝ハッジャージュをイラク総督に任じた。ハラージュは元来、ジズヤとともに、改宗しないズィンマの民（ズィンミー）に対する貢租であったが、ズィンミーがイスラームに改宗してハラージュを納入しなくなり、国庫収入の減少をまねいたので、これを防ぐためアル＝ハッジャージュは、都市に集中した改宗者の帰農を促し、ムスリムでも異教徒と同様、ハラージュを納めさせた。アブドゥルマリクは、租税徴収の官庁ディーワーン・アル＝ハラージュ（dīwān al-kharāj）の公用語をアラビア語に統一し、その役人には、すべてイスラーム教徒を任じた。
こうして、ウマイヤ朝では、非アラブ人はズィンミーとしてジズヤとハラージュの納税義務を負わせるアラブ人至上主義が採用された。それゆえ、ウマイヤ朝は、アラブ人による征服王朝としての性格を濃厚に有していると評される。しかし、ハラージュをマワーリー（非アラブ人改宗者）から徴収する政策はすこぶる不評であった。とくに首都ダマスクスのあるシリア在住の改宗ペルシャ人は、大征服時代の初期段階でムスリムとなったにもかかわらず、アラブ人ムスリムとのあいだに税負担の不平等があることに大きな不満をいだいていたのである。
ウマイヤ朝の第8代カリフであったウマル2世（ウマル・イブン＝アブドゥルアズィーズ、在位:717年-720年）は、こうした不満をみてとり、また、ズィンミーのイスラームへの改宗を奨励しようとして、ズィンミー（異教徒）とマワーリー（非アラブ人改宗者）の租税負担に差を設ける必要をうったえ、マワーリーからのジズヤ徴収を停止しようとした。
ウマル2世はまた、719年以降、これまでウシュルを支払っている者はそのままみとめ、イスラーム教徒がハラージュを納めていた農地（ハラージュ地）を所有することを禁じ、これは国有地を貸借しているのであるから、その対価としてハラージュを支払わなければならないとした。すなわち、イスラーム法が整備されていくなかで、すべての土地はムスリム全体の共有物であり、それゆえ土地からの収益もイスラーム社会全体に還元されるべきものであるという、実質的な土地国有の観念が確立したのであり、これによって、政府は土地の所有者の宗教に関係なく、土地税としてハラージュを課すことができるようにしたのである。そのうえで異教徒であるズィンミーを公職から追放し、かれらからはいっそうの重税を課すことにした。
ウマル2世のジズヤにおける税制改革はほとんど成功せず、収入減と支出増をまねき、行政府の混乱もまねいたとされる が、第9代のヤズィード2世や第10代のヒシャームによって継承され、また「神の前におけるムスリムの平等」という理想はのちにアッバース朝によって実現されることとなった。

## アッバース革命とハラージュ
征服王朝の性格の強かったウマイヤ朝の支配は、領域的拡大が飛躍した反面、王朝政府とアラブの諸部族との対立、また、部族的にみれば南アラブと北アラブとの抗争、シーア派の成立とその主張、分派であるハワーリジュ派の反体制主義的な運動、非アラブ人改宗者（マワーリー）たちのムスリム平等の希求などによって政情は必ずしも安定しなかった。

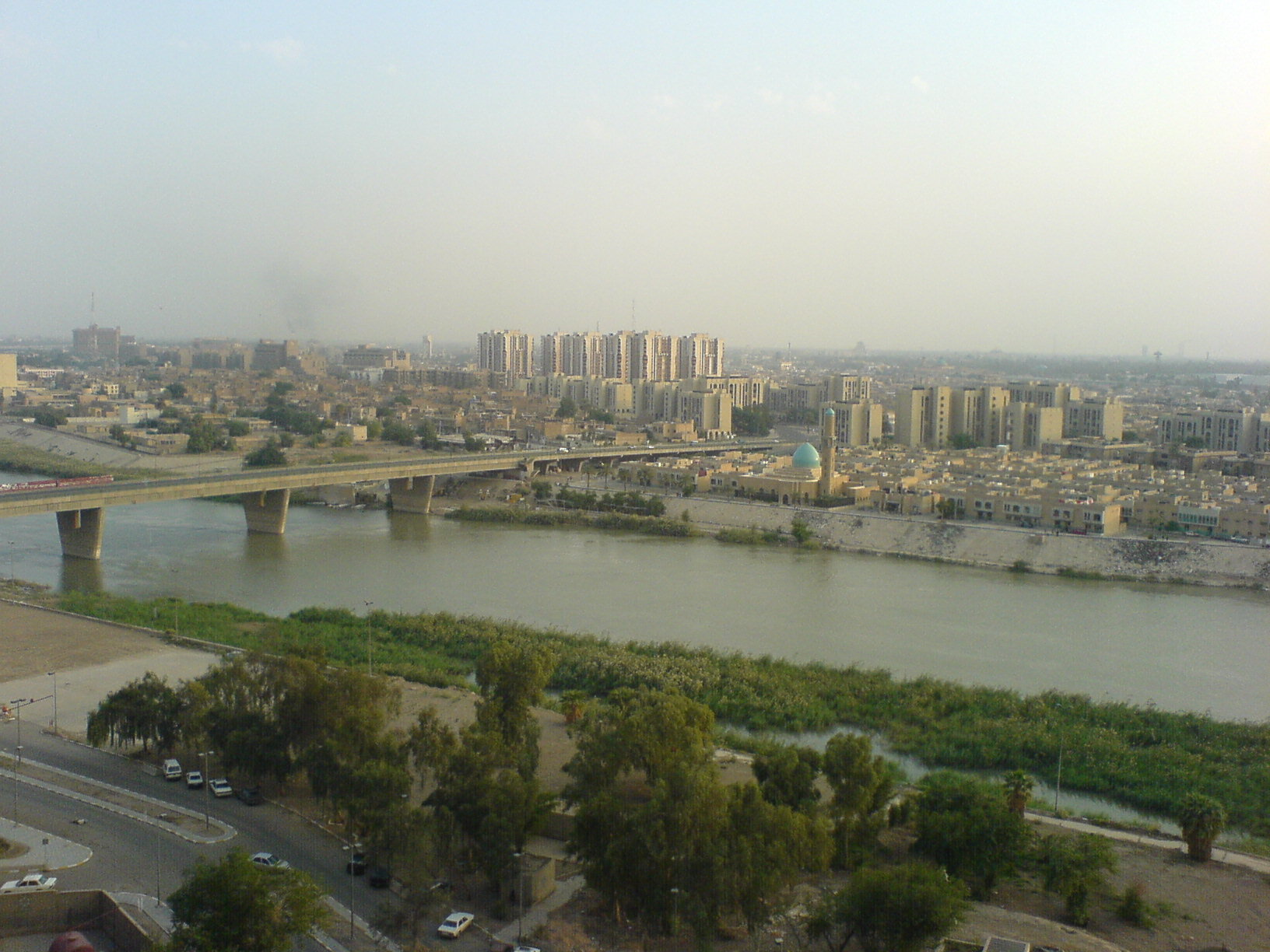
現在のバグダード

「アッバース革命」は、このようなウマイヤ朝支配に不満をいだく人びとが、預言者ムハンマドの叔父アッバースの子孫イブラーヒーム・イブン・ムハンマドのすすめる改革運動に協力することで拡大していった。この革命は成功し、アッバース朝（750年-1258年）がひらかれてイスラーム世界のあり方が一変した。南イラクの平原の中心には新しい首都としてバグダードが建設され、イブラーヒームの弟アブー・アル＝アッバース（サッファーフ）は新しい王朝のカリフとなった（在位:750年-754年）。
アッバース朝治下では、それまでの非アラブ人に対する税制上の差別待遇が撤廃された。すなわちムスリムであれば非アラブ人であってもジズヤは課されず、その一方でアラブの特権は排されて、アラブ人であっても土地を所有していればハラージュが課されるようになった。言い換えると、ハラージュ地は土地所有者の宗教にかかわりなくハラージュを支払い、ズィンミーはそのほかに人頭税ジズヤを支払うこととなったのである。こうして、「神の前での平等」が成立し、信者間の民族差別・人種差別が解消した。ウマイヤ朝がそのアラブ人中心主義から「アラブ帝国」と称されるのに対し、アッバース朝は地域や民族の垣根を越えてイスラーム法（シャリーア）が社会のすみずみにまで行きわたった「イスラーム帝国」としての内実を備えるようになったのである。
アラブ人ムスリムのハラージュ納入に際して援用された理論が、前代のウマル2世によってはじめられた国家的土地所有の理論であり、それによれば征服地は本来ムスリム全体の所有に帰属する不可分な土地財産（ファイ）であり、これを用益するアラブ人ムスリムは地代としてのハラージュを国家に納入する義務を負い、これはマワーリーやズィンミーと同額でなければならないとするものである。
アッバース朝5代カリフでイスラーム帝国の全盛期を築いたといわれるハールーン・アッ＝ラシードに仕えた8世紀のイスラム法学者で、カリフの政治顧問と初代大カーディー（裁判長）に任じられたアブー・ユースフの著に『ハラージュの書』がある。
ハラージュは、国庫収入に占める割合がもっとも大きく、帝国の首府と各州の州治には税務庁（ディーワーン・アル＝ハラージュ）が設置され、早くから徴税組織が整備されてきた。ハラージュは金納か現物納、もしくはその両方で徴収された。その課税方法には土地面積に応じて毎年一定額を徴収する定額制のミサーハと、毎年の実際の収穫量のほぼ半分を徴収する産額比率制のムカーサマの2つがあった。また、カリフの名において官吏を任免して諸官庁の監督し、ハラージュ地および私領地からの徴税、さらに最高裁判所の判事などの業務を担当するアッバース朝の宰相は大きな権限をもち、9世紀頃から、文官を指揮する責任者としてワズィールとよばれた。
イスラーム教はしばしば「コーランか、剣か」という言葉に代表されるようにイスラーム宣教を大義としてジハード（聖戦）を展開した好戦的、熱狂的な宗教と理解されることがあるが、実際には異教徒の改宗にはあまり熱心ではなかった。イスラーム教自体が安易な改宗を嫌う性質の宗教であったためもあるが、イスラーム王朝の国家財政にとっては、改宗によってジズヤが納められなくなることは、ただちに収入減につながったからである。そして、異教徒はジズヤやハラージュを納めさえすれば「契約の民」ズィンミーとして彼らの信仰・生命・財産の自由は保証され、宗教的共同体（ミッラ ملّة milla）としての自治を許されたのである。
なお、11世紀初めの シャーフィイー学派の法学者マーワルディーの著した『統治の諸規則』には、ハラージュが土地そのものに課される賦課であり、課税額は、その土地が負担できる額によって決まること、徴税者は、土地の質の違いや作物の違い、水利方法の違いなどをよく考慮して課税額を定めるべきことが記載されている。

## イクター制とハラージュ
アラビア語で「分与された土地あるいは税収入」を意味するイクター（ إقطاع Iqtā`）を授与される見返りとして軍事奉仕を提供するイクター制は、10世紀半ばのイラン系シーア派のブワイフ朝（932年-1062年）治下のイラクにおいて始まり、セルジューク朝（1038年-1194年）時代にはイランやシリアへと広がって、さらにアイユーブ朝（1169年-1250年）やマムルーク朝（1250年-1517年）時代のエジプトなどトルコ系の諸王朝においても重要な国家制度として機能した。
イクター制は、地方政権が各地で自立を強め国家財政が厳しさを増し、官僚機構を通じて税を徴収して厳密な予算編成をおこなったうえで軍人に現金俸給（アター）を支給することが困難になったために採用されたものであり、大アミールやスルタンは、配下の軍人や兵士に生活の基盤となるイクターを授けたので、この授与を通じて国家秩序が形成された。
イクターの保有者（ムクター）は、土地を所有する権限そのものはなかったものの、イクターのなかの農民や都市民から、自らの取得分として土地税であるハラージュや商品税としてのウシュルなどを徴収する権利だけが与えられたのであり、ムクターはイクター収入を用いて兵士を養い、戦時にはこれらの従者を率いて参戦することを義務づけられたので、高齢者や不具になった者はこれを返還しなければならなかったし、スルタンの不興をかったためにイクターを没収されることもあった。
セルジューク朝下のイクター制によってハラージュ徴収権の世襲化が進行し、これはトルコ人によるイスラーム封建制の基盤となっていった。

## 現代
現代においては、イスラームを信奉する各国においてもシャリーアにもとづく税制は採用されておらず、他の諸国家同様、世俗法で定められた各種の税を徴収している。